# Sulzerbahn
| Sulzerbahn mit Blick auf den Hartmannsweiler Kopf |                     |                  |                  |
| Streckenlänge: | 8,9 km              |                  |                  |
| Spurweite: | 600 mm (Schmalspur) |                  |                  |
| |                     |                  |                  |
| \| \| 0,0 \| Soultz-Haut-Rhin \| Soultz-Haut-Rhin \| \| \| \| Gaede \| \| \| \| \| Waldfrieden \| \| \| \| \| Alm \| \| \| \| 9,8 \| Niederwald \| Niederwald \| |                     |                  |                  |
| Kopfbahnhof Streckenanfang (Strecke außer Betrieb) | 0,0                 | Soultz-Haut-Rhin | Soultz-Haut-Rhin |
| Bahnhof (Strecke außer Betrieb) |                     | Gaede            | Gaede            |
| Bahnhof (Strecke außer Betrieb) |                     | Waldfrieden      | Waldfrieden      |
| Bahnhof (Strecke außer Betrieb) |                     | Alm              | Alm              |
| Kopfbahnhof Streckenende (Strecke außer Betrieb) | 9,8                 | Niederwald       | Niederwald       |

Die Sulzerbahn war eine während des Ersten Weltkriegs vom Deutschen Heer verlegte, 8,9 km lange militärische Feldbahn von Soultz-Haut-Rhin zur Endstation Niederwald am Hartmannsweiler Kopf bei Wattwiller im Elsass.

## Streckenverlauf
Die Strecke mit einer Spurweite von 600 mm begann in Soultz und verlief auf der Rue de la Marne, der Promenade de la Citadelle und der Rue du Sudel. Sie überquerte den Wuenheimerbach östlich von Wuenheim auf einer Steinbrücke und verlief dann westlich des Schlosses Ollweiler nach Südwesten zur Station Gaede, der Talstation einer Seilbahn, sowie den Stationen Waldfrieden, Alm und Niederwald.
Von der Sproesserstation zur Schlummerklippe gab es außerdem eine Förderbahn, die von Hand oder mit Pferden betrieben wurde.

## Betrieb
Täglich verkehrten 10 bis 15 Züge pro Tag, die von zwei Deutz-Benzol-Lokomotiven gezogen wurden.